# Stor-Lindströmstjärnen
Stor-Lindströmstjärnen är en sjö i Strömsunds kommun i Ångermanland och ingår i Ångermanälvens huvudavrinningsområde. Sjön har en area på 0,101 kvadratkilometer och ligger 282,2 meter över havet. Sjön avvattnas av vattendraget Skirsjöån.

## Delavrinningsområde
Stor-Lindströmstjärnen ingår i det delavrinningsområde (708554-153456) som SMHI kallar för Utloppet av Bergsjön. Medelhöjden är 298 meter över havet och ytan är 14,42 kvadratkilometer. Det finns inga avrinningsområden uppströms utan avrinningsområdet är högsta punkten. Skirsjöån som avvattnar avrinningsområdet har biflödesordning 4, vilket innebär att vattnet flödar genom totalt 4 vattendrag innan det når havet efter 150 kilometer. Avrinningsområdet består mestadels av skog (69 procent). Avrinningsområdet har 2,29 kvadratkilometer vattenytor vilket ger det en sjöprocent på 15,9 procent.